# Hidra (mitologie)

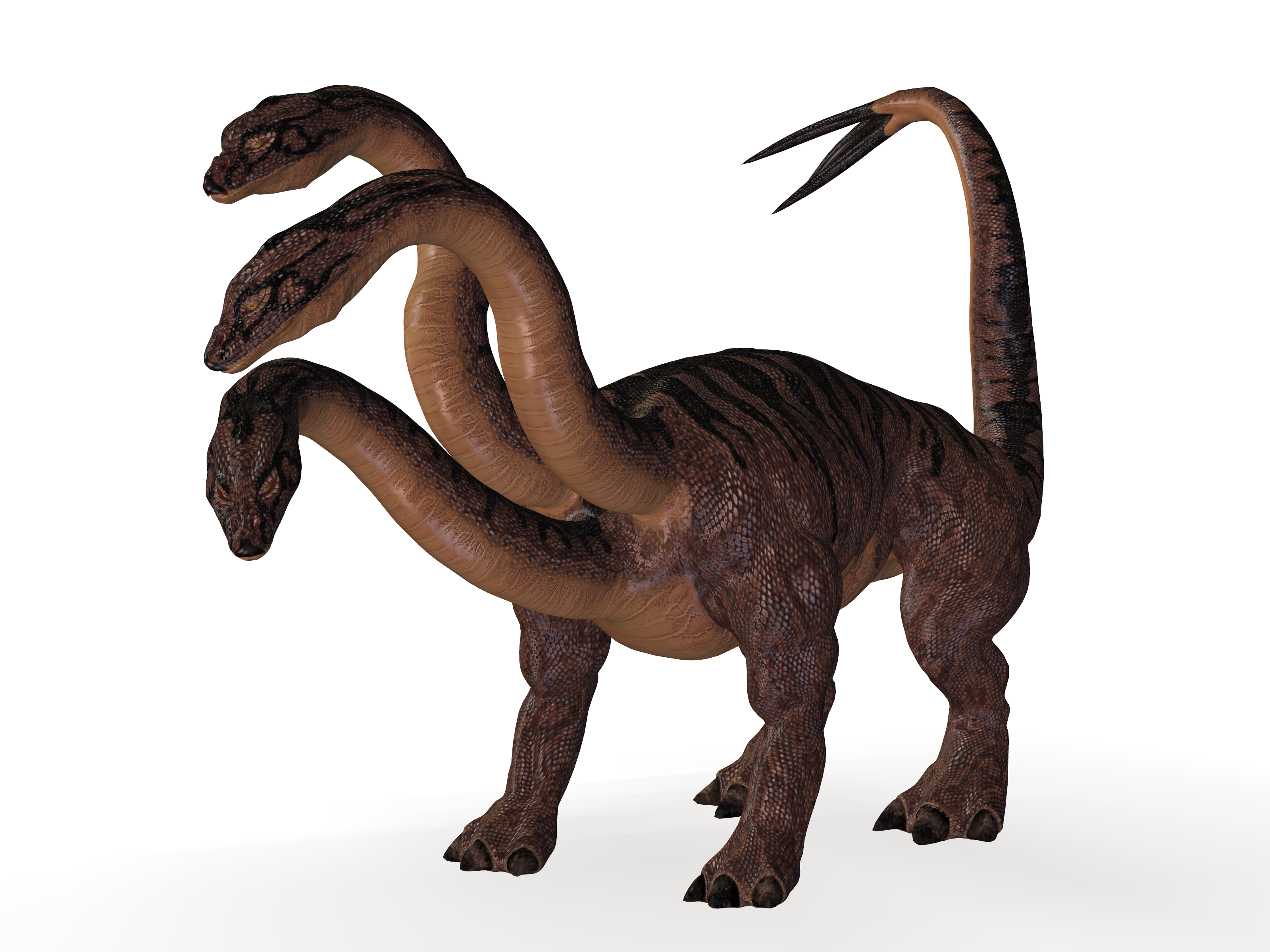
Hidra - reconstituire grafică 3D

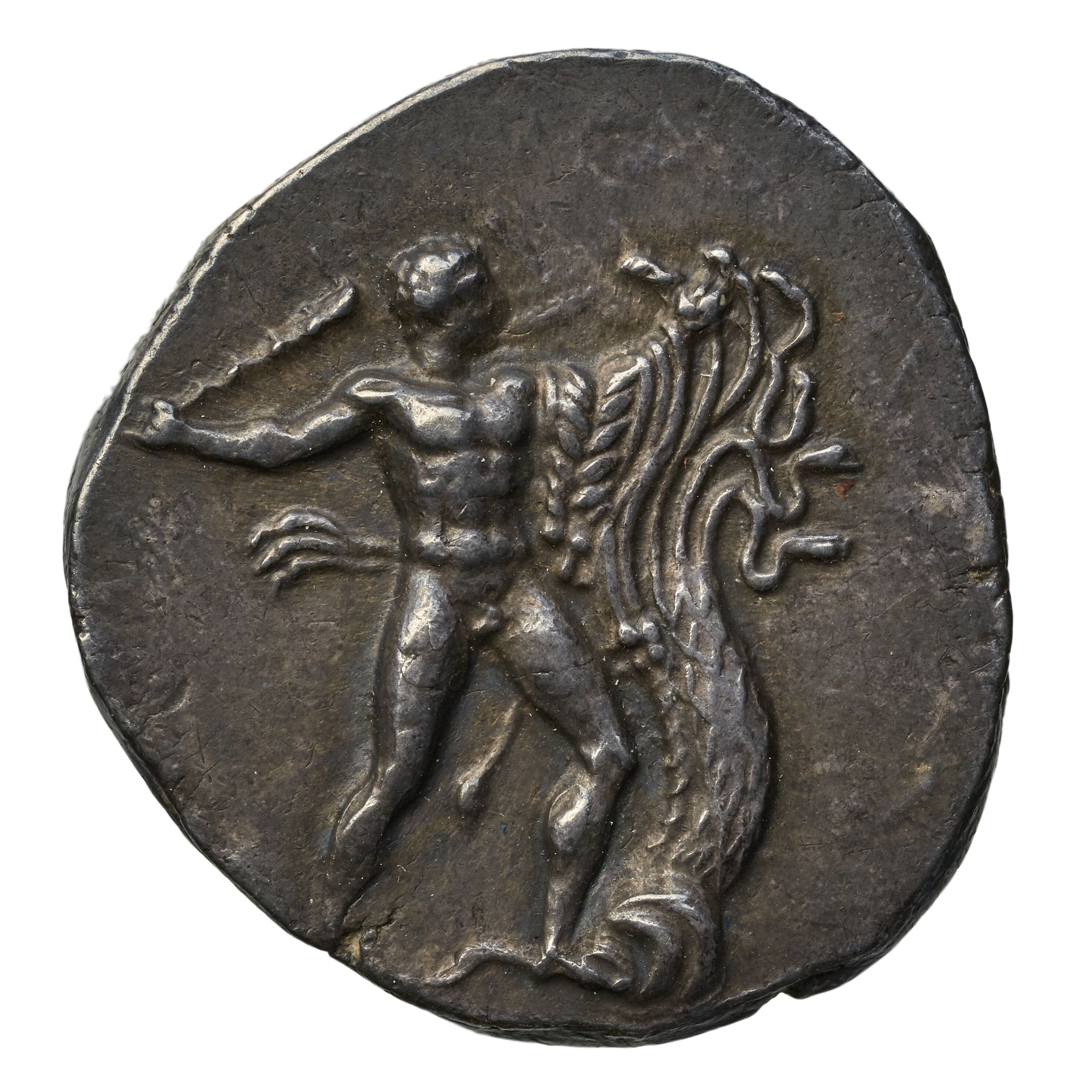
Monedă de argint din Phaistos, Creta - anii 270 î.Hr.

În mitologia greacă, Hidra era un șarpe monstruos din Lerna, avându-i ca părinți pe Typhon și Echidna.  
Cuibul ei era situat în lacul din Lerna, în regiunea Argolis. Conform mitologiei grecești, Hidra a fost ucisă de Heracle. 

## Mitologie
Cea mai veche sursă care menționează acest monstru mitologic este din Teogonia lui Hesiod.  De asemenea, cea mai veche imagine care o ilustrează pe Hidra apare pe o fibulă care datează din anul 700 î.Hr. 
În izvoarele scrise și în cele nescrise, hidra apare ca un monstru cu mai multe capete de șarpe. Fibula o arată cu șase capete. 
În lucrarea scrisă de Alcaeus din jurul anului 600 î.Hr., Hidra era descrisă cu nouă capete de șarpe. 
Potrivit lui Hesiod, Hidra a fost fiica lui Typhon, monstrul cu o sută de capete de șerpi născut de Gaia și Tartarus,  iar mama ei era Echida, o creatură care era jumătate femeie, jumătate șarpe.  Aceasta ar fi fost crescută de zeița Hera pentru a-l răpune pe Hercule, fiul ei vitreg și al lui Zeus. 
Hesiod mai scrie că Hidra avea mai multe capete de șarpe, o respirație otrăvitoare, iar sângele ei era veninos.  Despre capacitatea de regenerare a capetelor Hidrei a scris Euripide. El spunea că dacă unul dintre capetele Hidrei era tăiat, îi creșteau la loc două capete. 
Heraclit Paradoxograful a sugerat că monstrul ucis de Heracle era doar un șarpe cu pui.
Geografii Strabon și Pausanias au scris că râul Anigrus din Elis, care face ca peștii să fie necomestibili, ar fi fost otrăvit după ce ar fi fost spălate în apă săgețile veninoase cu sângele Hidrei.

## Cea de-a Doua Muncă a lui Heracle
Euristeu, regele din Tirint, i-a ordonat lui Heracle să îndeplinească cele Zece Munci pentru a-și ispăși pedeapsa primită de la zei după uciderea familiei sale. În cea de-a Doua Muncă, Heracle trebuia să omoare Hidra.  
Când a ajuns în mlaștina de lângă Lacul Lerna unde se adăpostise Hidra, Heracle și-a acoperit gura și nasul cu cârpe pentru a se proteja de fumul otrăvitor. El a tras cu săgeți incendiate către cuibul Hidrei, o peșteră adâncă din care aceasta ieșea pentru a teroriza satele învecinate. 
Când monstrul a ieșit din peșteră, eroul a sărit să se lupte cu ea, folosind o seceră, o sabie sau cu o bâtă. Când a decapitat-o, Hidrei i-au crescut două capete la loc. Heracle le-a tăiat pe ambele și au au crescut alte patru capete. Și a repetat procedura până când Hidrei i-au crescut sute de capete, potrivit Legendelor Olimpului (Alexandru Mitru).
Potrivit lui Apollodorus (mitograf), Heracle l-a chemat pe nepotul său Iolaus să-i vină în ajutor, dar și la Atena să-i ofere o sabie de aur. În tot acest timp, zeița înțelepciunii i-a spus lui Iolaus cum să oprească regenerarea capetelor monstrului.
Heracle, împreună cu nepotul său, s-a dus să o înfrunte din nou pe Hidra. El a tăiat fiecare cap cu o sabie, iar Iolaus a cauterizat fiecare rană cu o torță aprinsă pentru a nu mai crește un alt cap. 
Zeița Hera s-a înfuriat când Heracle aproape reușise să-i răpună monstrul, așa că a trimis un rac gigantic să-l distragă. Heracle l-a zdrobit cu piciorul.
Cu sabia de aur de la Atena, a tăiat capul nemuritor al Hidrei. Eroul i-a luat capul, care era încă viu, și l-a îngropat adânc sub o piatră între Lerna și Elaius. 
Puternicul erou și-a îmbibat săgețile în sângele veninos al monstrului pentru a-l folosi mai târziu împotriva Păsărilor stimfaliene și a gigantului Gerion. 
Pentru că a primit ajutor din partea lui Iolaus, regele Euristeu i-a invalidat cea de-a Doua Muncă. Astfel, Heracle a fost nevoit să îndeplinească Douăsprezece Munci.

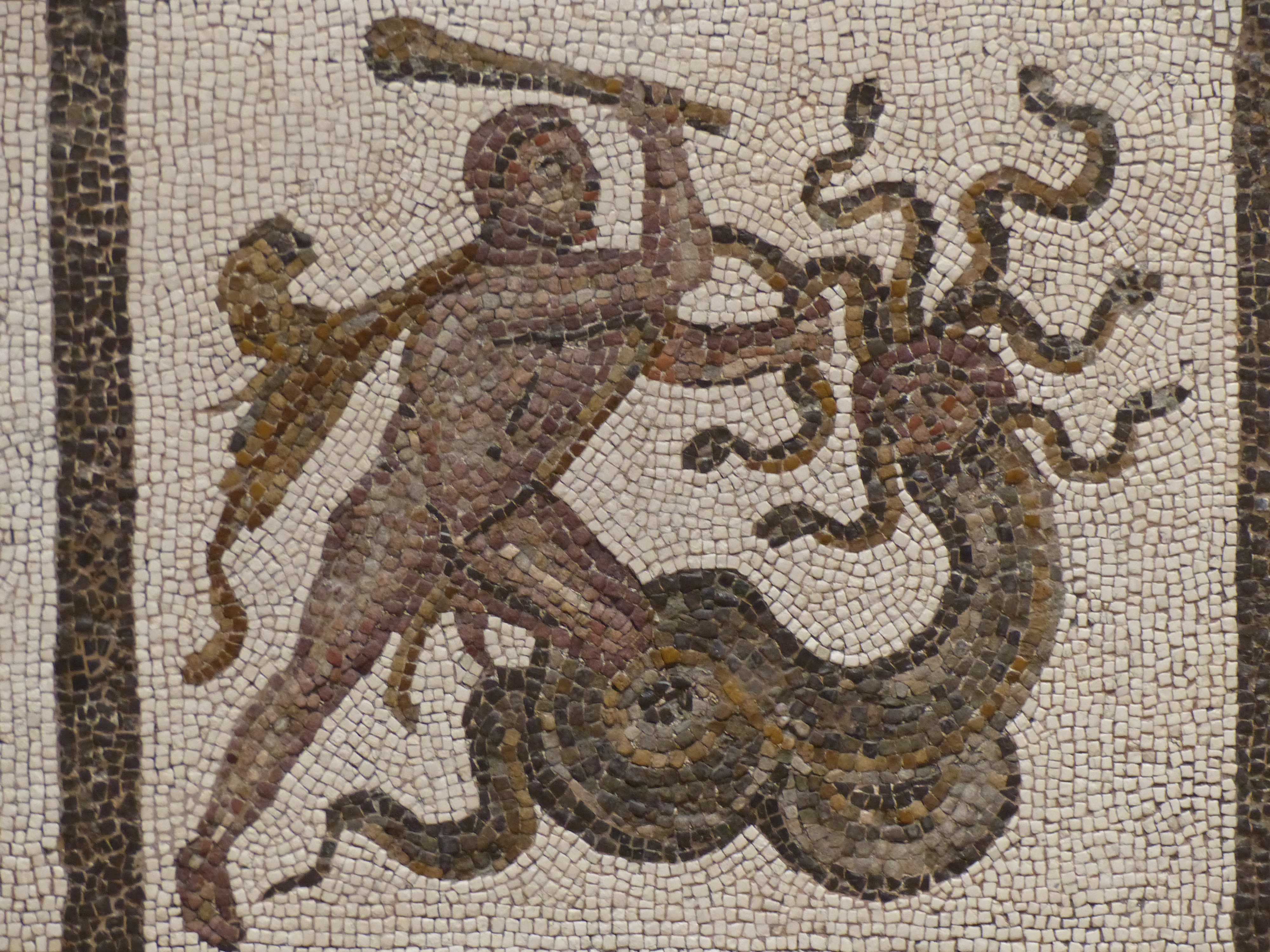
Mozaic din 250 d.Hr. - Museo Arqueológico Nacional, Madrid

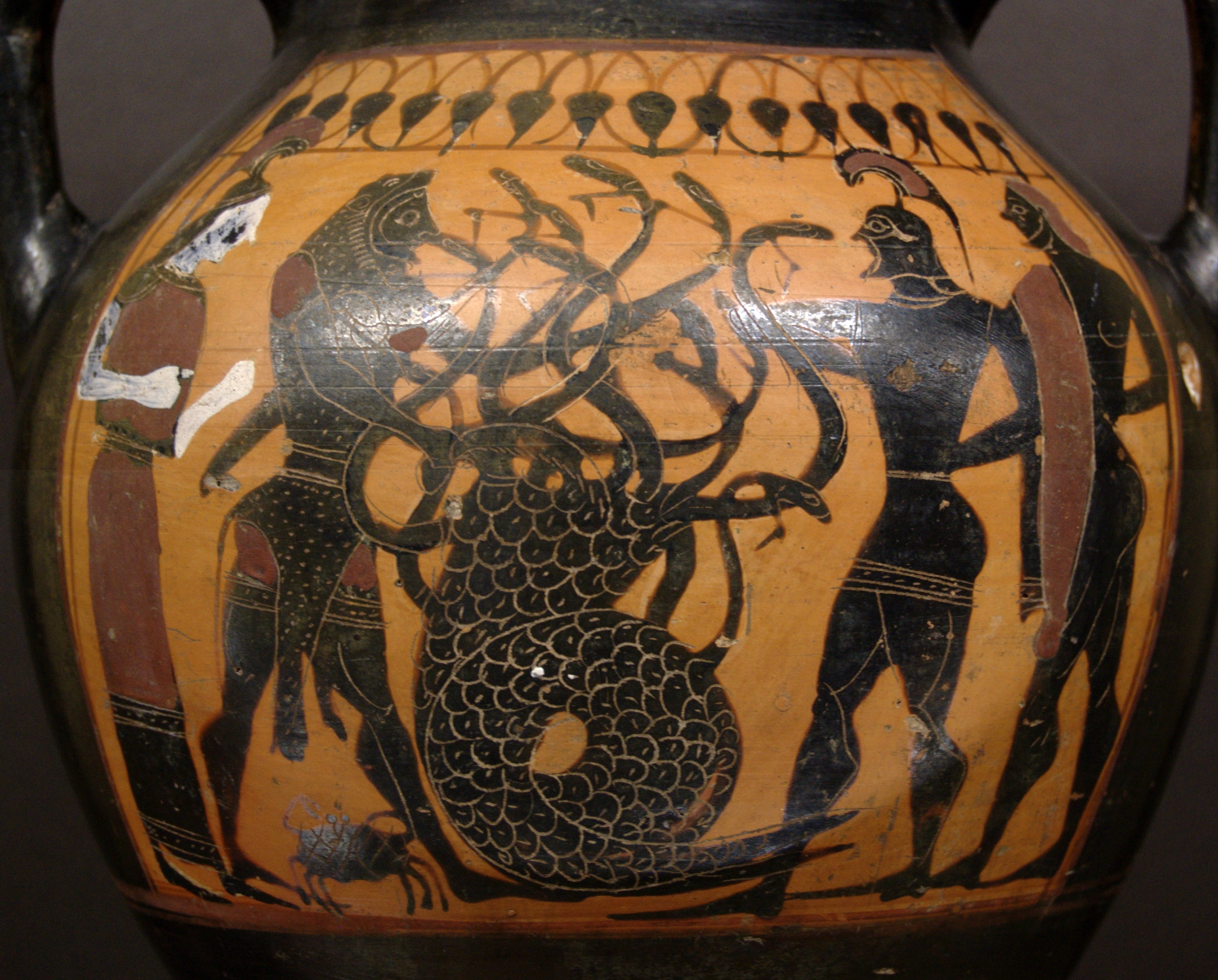
Vas de ceramică pictată cu scena uciderii Hidrei de către Hercule, datată dintre anii 540 - 530 î.Hr. - Muzeul Luvru

## Semnificație
În antichitatea greacă, proverbul „a tăia Hidra” a fost folosit pentru a descrie o sarcină futilă, repetitivă, așa cum mitul o ilustrează pe Hidra cu capete care se pot regenera.  

## Inspirație
Mitul Hidrei se regăsește și în mitologiile antice din Orientul Mijlociu. Sumerienii, babilonienii și asirienii îl venerau pe Ninurta, zeul vânător care a omorât 11 monștri pe durata unei expediții spre munți. El a ucis inclusiv un monstru cu șapte capete de șerpi, posibil identic cu Mushmahhu. 
Tot sumerienii au proiectat o constelație a unui monstru cu un singur cap de șarpe care a fost mai târziu asociat cu Hidra de către greci. Constelația a fost asociată cu Marduk de către babilonieni. 

## Astrologie: Constelația Hidrei

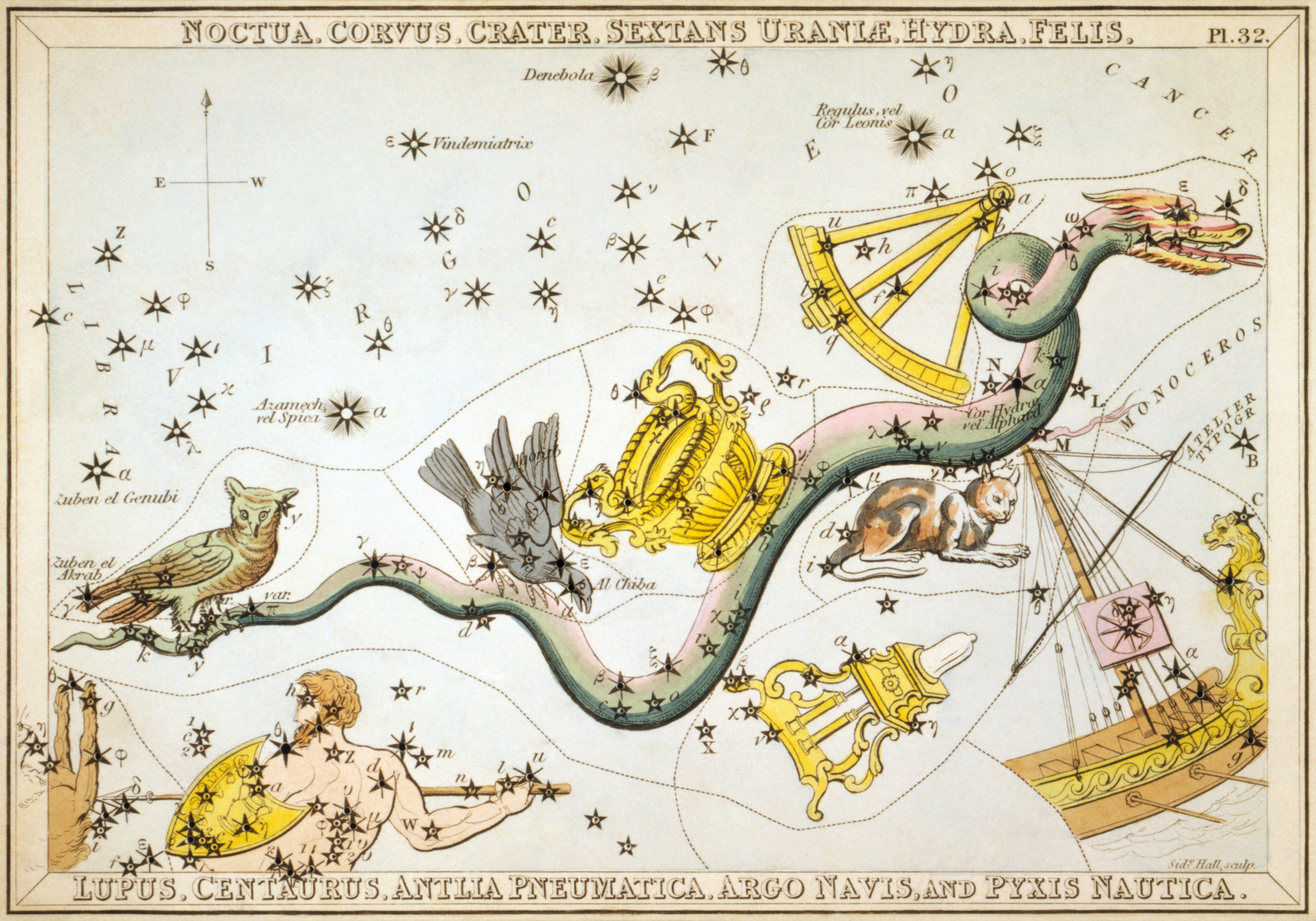
Sidney Hall - Urania's Mirror - Constelația Hidrei

Se spune că zeița Hera a fost întristată că Hidra și Racul au fost răpuse de Heracle. Pentru a le onora, le-a transformat corpurile în constelațiile Hidra și Rac (Cancer) și le-a plasat pe cerul nopții, a scris Eratostene în „Catasterismi”.
Când Soarele se află în semnul Racului, constelația Hidrei poate fi găsită în preajmă. În astrologia babiloniană, constelația Hidrei derivă din semnul lui Bashmu (Șarpele Veninos), iar cea a Racului după semnul Alluttu (Racul de râu). 
Constelația Hidra este alcătuită din următoarele stele:
- Alphard sau Alpha Hidrae - o stea gigantică portocalie aflată la 177 ani lumină de Sistemul Solar
- Beta Hidrae - o stea alb-albăstruie aflată la 365 de ani lumină
- Gamma Hidrae - o stea gigantică galbenă aflată la 132 ani lumină
- Epsilon Hidrae - o stea binară aflată la 135 ani lumină, alcătuită dintr-o una galbenă și una albastră
- 27 Hidrae - o stea ternară (sau triplă) alcătuită dintr-o stea albă aflată la 244 ani și alte două stele aflate la 202 ani lumină
- 54 Hidrae - o stea binară aflată la 99 ani lumină
- N Hidrae
- Struve 1270 (Σ1270)
- Sigma Hidrae
- R Hidrae - o stea aflată la 2000 ani lumină
- V Hidrae - o stea roșie aflată la 20.000 ani lumină
- U Hidrae - o stea roșie aflată la 528 ani lumină
- WISE 0855-0714 - o pitică maronie
- Gliese 357 - o stea de top M aflată la 31 ani lumină, în jurul căreia orbitează trei planete -  Gliese 357 d este considerată de astronomi un „Super Pământ” situat în zonă circumstelară locuibilă, în timp ce pe planetele Gliese  357 b și c, telescopul James Webb nu a detectat molecule ce ar indica prezența unei atmosfere respirabile;

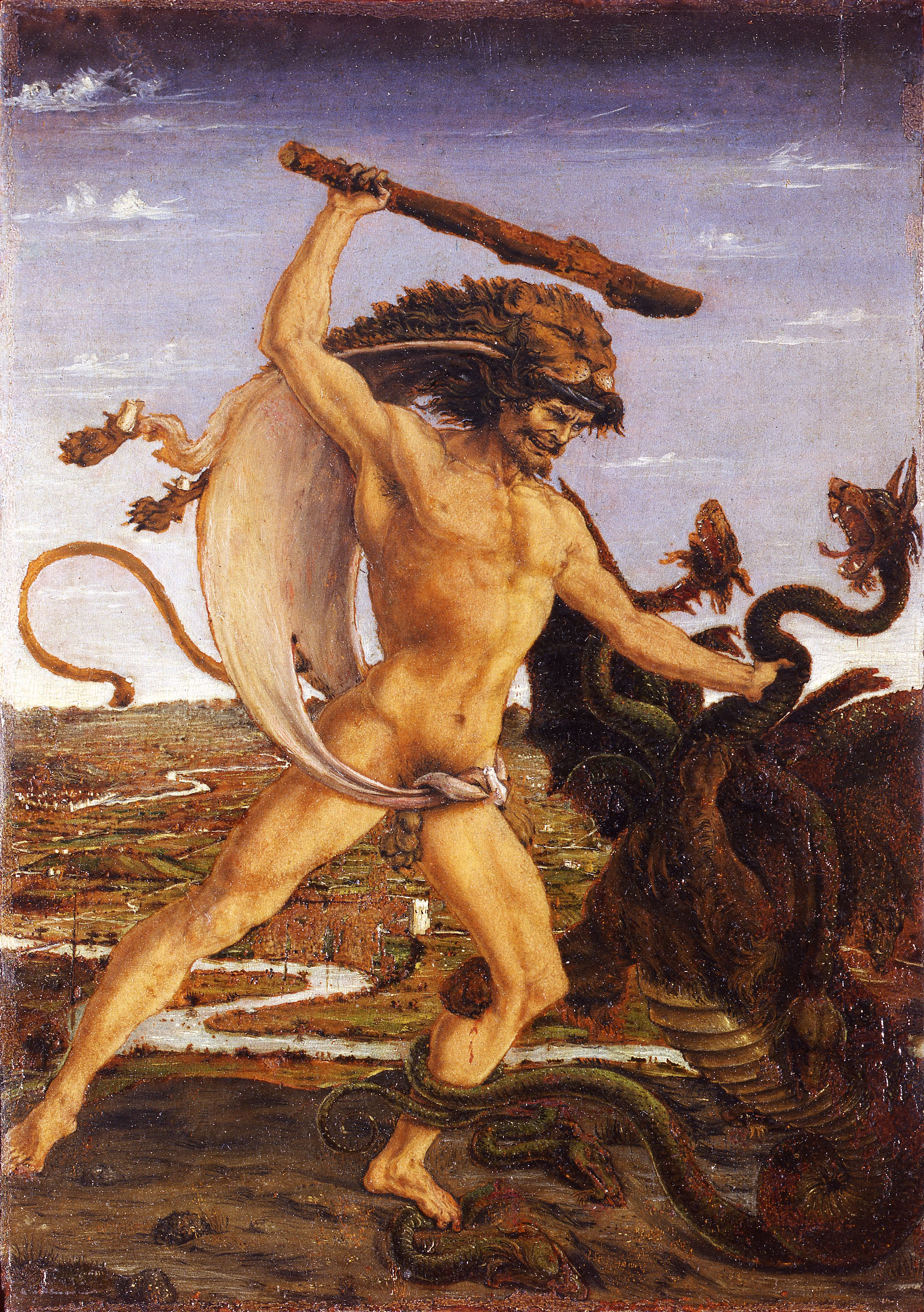
Heracle și Hidra din Lerna, pictură de Antonio del Pollaiuolo de la circa 1475

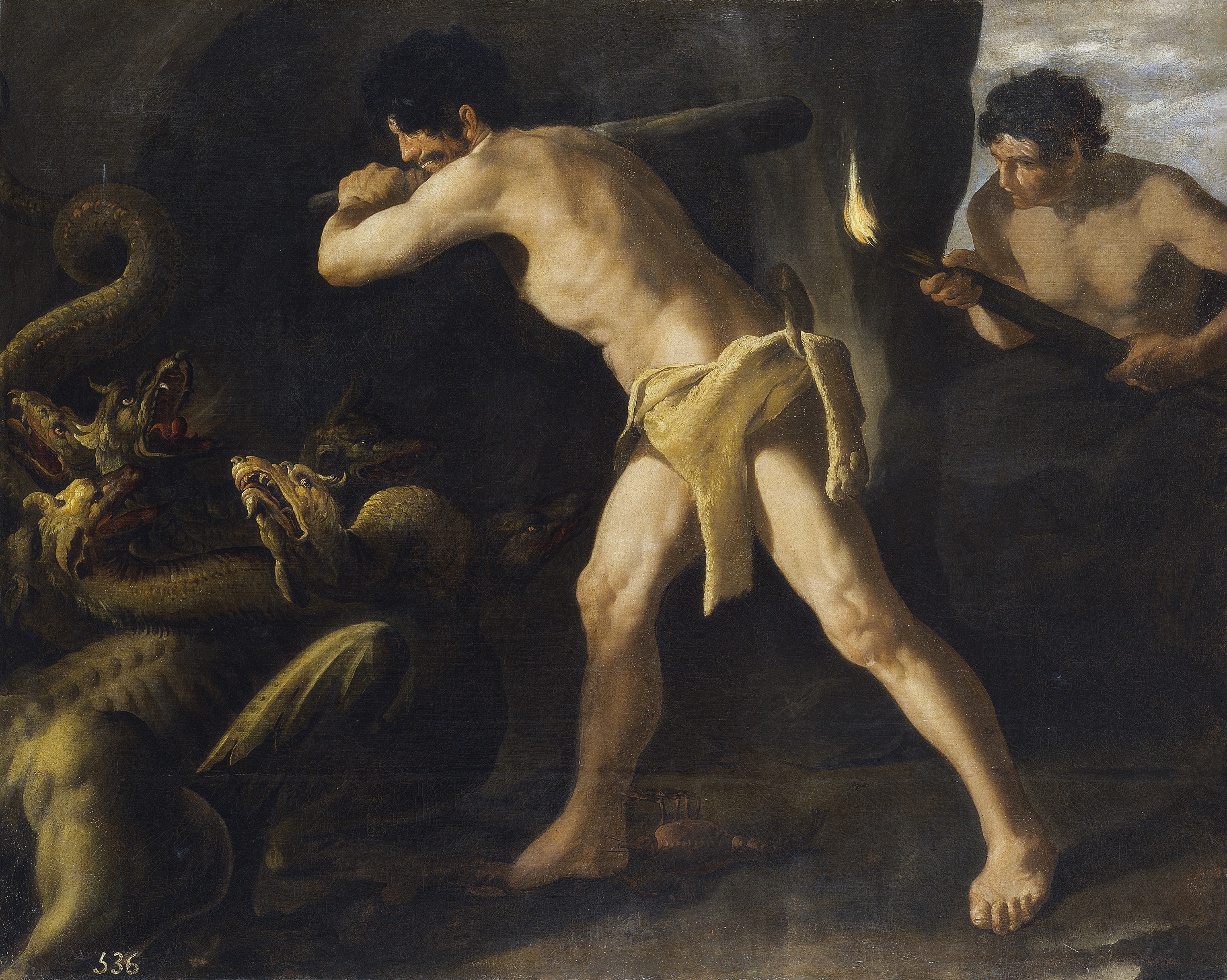
Hercules și Iolaus omoară Hidra (Pictură din 1634 de Francisco de Zurbarán)

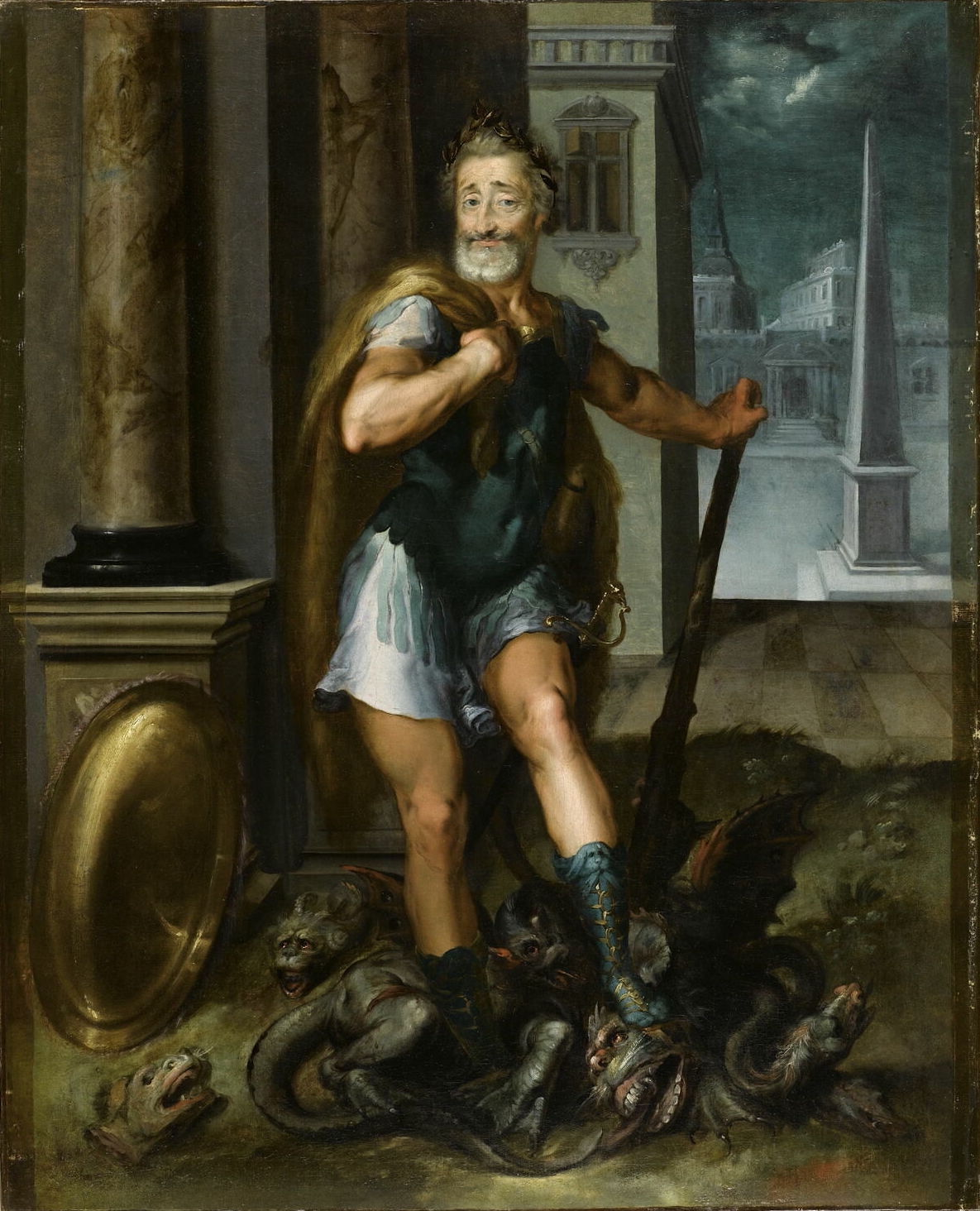
Henry IV, în postura de Hercule care răpune Hidra

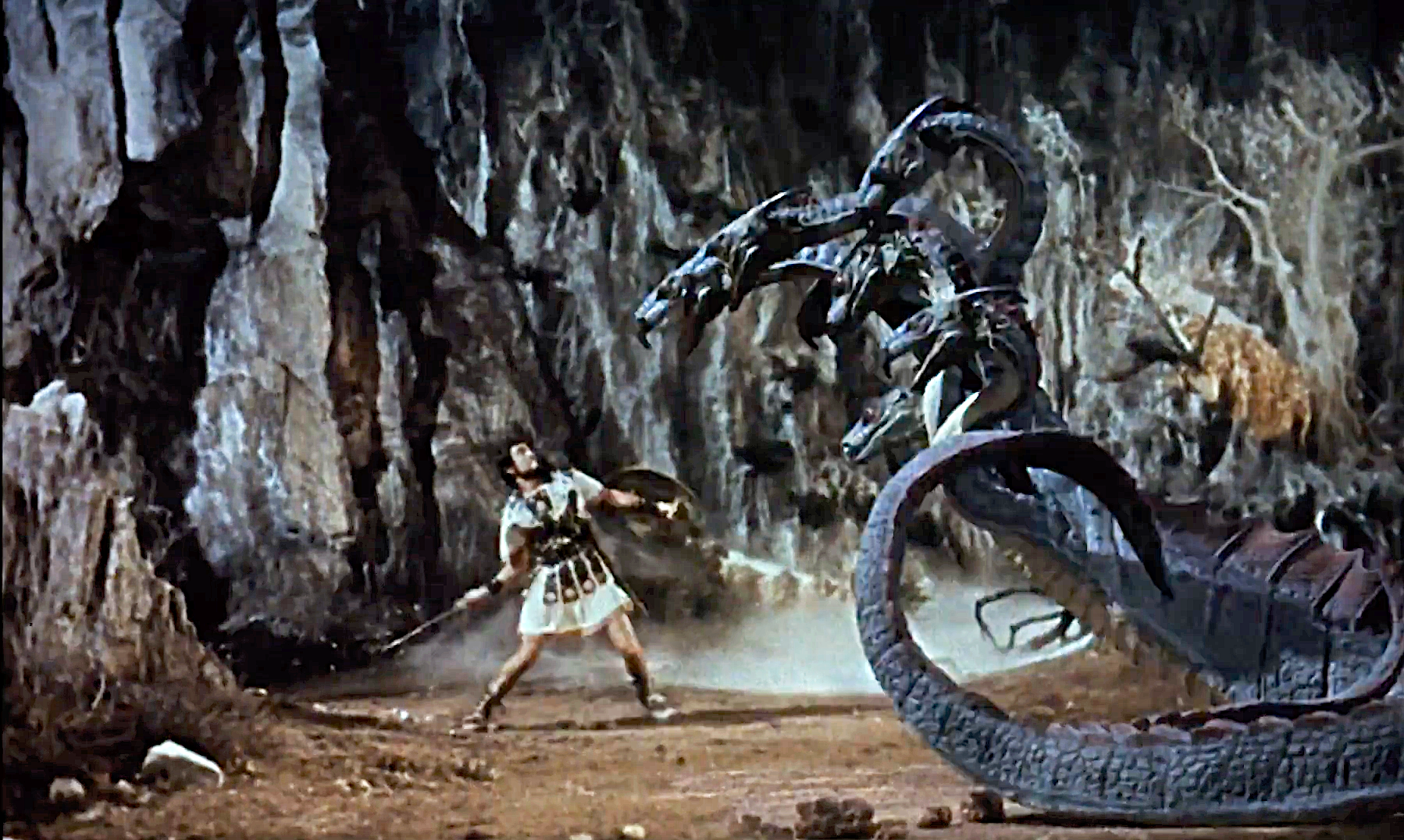
Iason și Argonauții - film din 1963 - scena cu eroul luptându-se cu Hidra

## Cultură populară
Artă
- Heracle și Hidra din Lerna, pictură de Antonio del Pollaiuolo de la circa 1475
- Hercules și Iolaus omoară Hidra (Pictură din 1634 de Francisco de Zurbarán)
- Portretul regelui Henric al IV-lea al Franței (1553 – 1610), ilustrat ca Hercule care răpune Hidra (circa 1600)

Apariții în filme și seriale TV:
- „Hercules (film din 1997)” - film de animație produs de Walt Disney;
- „Hercules and the Amazon Women(1994)”  - film de televiziune cu actorul Kevin Sorbo în rolul eroului;
- „Hercules (film din 2014)” - film cu Dwayne Johnson în rolul eroului - Hidra este ilustrată ca un trib de războinici pictați cu vopsea verde;
- „Iason și Argonauții (film din 1963)”   - Film artistic în care Hidra este confruntată de eroul Jason;

Apariții în jocuri video:
- „God of War (joc video)” (2005) - primul boss din jocul video de acțiune care este ucis de Kratos;
- „Total War Saga: Troy”(2020) - monstru care poate fi găsit pe tărâmul morților și folosit în lupte de către orice facțiune (regat) ales de jucător în caz dacă optează să joace campania single-player cu modul mitologic activat;
- „Immortals Fenyx Rising” (2020) - unul dintre creaturile legendare pe care trebuie să le înfrunte Fenyx în Tartar;

Benzile desenate:
- Franciza Marvel: Hydra (sau HYDRA) este numele unei organizații neo-fasciste creaată de Baron Wolfang von Strucker care complotează să conducă lumea, având ca slogan „Taie un cap, două capete vor crește la loc". Însă, supereroii și agenția S.H.I.E.L.D. le dejoacă planurile. Organizația a apărut în mai multe jocuri video și filme, precum „Captain America Winter Soldier”, „Captain America Civil War” și „Avengers: Age of Ultron”, „Avengers: Endgame”, precum și în serialul „Agents of S.H.I.E.L.D.” și „Agent Carter”.